# رزیستنس ۳
رزیستنس ۳ (به انگلیسی: Resistance 3) یک بازی ویدئویی پسا-آخرالزمانی و علمی–تخیلی در سبک تیراندازی اول شخص است که توسط شرکت اینسامنیاک گیمز ساخته شده و به‌وسیلهٔ سونی کامپیوتر انترتینمنت برای کنسول پلی‌استیشن ۳ منتشر شده‌است. این بازی سومین و آخرین قسمت از مجموعه بازی‌های رزیستنس به‌شمار می‌رود، و همچنین اولین نسخه‌ای بود که از قابلیت سه‌بعدی و پلی‌استیشن موو پشتیبانی می‌کرد. رزیستنس ۳ در تاریخ ۶ سپتامبر ۲۰۱۱ در ایالات متحده، ۸ سپتامبر ۲۰۱۱ در ژاپن و ۹ سپتامبر ۲۰۱۱ در اروپا عرضه شد. داستان بازی در سال ۱۹۵۷، و چهار سال پس از شکست ایالات متحده و رخدادهای رزیستنس ۲ روایت می‌شود.
این بازی در کنار نسخه‌های رزیستنس: فال آو من و رزیستنس ۲، سرورهای آنلاین خودشان را در تاریخ ۲۸ مارس ۲۰۱۴ تعطیل کردند.